# منطقة النمو القريبة
منطقة النمو القريبة (بالإنجليزية: Zone of proximal development) والتي يتم اختصارها في كثير من الأحيان باسم (ZPD)، هي المنطقة الأقرب، والأكثر إلحاحا في النمو النفسي للأطفال، والتي تشمل مجموعة واسعة، من عملياتهم النفسية، والعاطفية، والتطوعية. في البحوث التربوية، والممارسات التعليمية المعاصرة، غالبا ما يتم تفسيرها، على أنها الفرق بين ما يمكن للمتعلم أن يفعله، دون مساعدة، وما لا يستطيع القيام، به دون مساعدة المعلم. تم تقديم هذا المفهوم، ولكن لم يتم تطويره بالكامل، من قبل عالم النفس ليف فيغوتسكي (1896-1934) خلال السنوات الثلاث الأخيرة من حياته. جادل فيغوتسكي، أن الطفل يشارك في حوار مع «المألوف الآخر»، مثل أقرانه، أو شخص بالغ وبالتدريج، من خلال التفاعل الاجتماعي، وصنع الإحساس، يطور القدرة على حل المشاكل بشكل مستقل، وأداء مهام معينة، دون مساعدة. وجاء بعد فيغوتسكي، من يعتقد كالمعلمين، أن دور التعليم هو إعطاء الأطفال تجارب تقع في مناطق نموهم القريبة، وبالتالي تشجيع وتطوير تعلمهم الفردي، مثل المهارات، والاستراتيجيات.

## الأصل

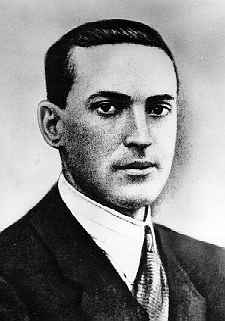
ليف سيمينوفيتش فيغوتسكي 1896-1934

تم تطوير مفهوم النمو القريب، في الأصل بواسطة فيغوتسكي، للمناقشة ضد استخدام الاختبارات الأكاديمية القائمة على المعرفة، كوسيلة لقياس ذكاء الطلاب. ابتكرت (ZPD) أيضا لتطوير نظرية «جان بياجيه»، للأطفال المتعلمين الأحاديين والمستقلين. قضى فيغوتسكي، الكثير من الوقت في دراسة تأثير التعليم المدرسي على الأطفال، وأشار إلى أن الأطفال يفهمون مفاهيم اللغة، بشكل طبيعي تماما، لكن الرياضيات، والكتابة، لم تأتي بشكل طبيعي. وخلص في الأساس، إلى أنه نظرًا لتدريس هذه المفاهيم في البيئات المدرسية بتقييمات غير ضرورية، فهي أكثر صعوبة للمتعلمين. اعتقد «بياجيه» أن هناك تمييزا واضحا بين التطور، والتعليم. كانت التنمية عملية عفوية استهلها واستكملها أطفال، نابعة من جهودهم الخاصة. كان «بياجيه» من مؤيدي التفكير المستقل، وانتقد التعليم المعياري، الذي يقوده المعلم، والذي كان ممارسة شائعة في المدارس.
بدلاً من ذلك، شعر فيغوتسكي، أن التنمية الطبيعية والعفوية كانت مهمة، ولكنها ليست ضرورية. كان يعتقد أن الأطفال لن يتقدموا كثيرا إذا تركوا لاكتشاف كل شيء بمفردهم. من الأهمية بمكان أن يتفاعل نمو الطفل، مع أكثر الأشخاص دراية. لن يتمكنوا من التوسع في ما يعرفونه، إذا كان هذا غير ممكن. يتم استخدام المصطلح الآخر الأكثر دراية (MKO) لوصف الشخص الذي لديه فهم أفضل، أو مستوى أعلى، من القدرة من المتعلم، في إشارة إلى المهمة، أو الفكرة، أو المفهوم المحدد. وأشار إلى التجارب الثقافية، حيث يتم مساعدة الأطفال إلى حد كبير بالمعرفة، والأدوات التي تم توزيعها من الأجيال السابقة. وأشار فيغوتسكي، إلى أنه لا ينبغي للمعلمين الجيدين، توفير مواد صعبة للغاية، و«جذب الطلاب».
قال فيغوتسكي، إنه بدلاً من فحص ما يعرفه الطالب لتحديد الذكاء، من الأفضل أن يدرس قدرته على حل المشكلات، بشكل مستقل، والقدرة على حل المشكلات بمساعدة شخص بالغ. واقترح سؤالًا: «إذا كان طفلان يقومان بنفس الشيء في الاختبار، فهل مستويات نموهما هي نفسها؟» وخلص إلى أنه لا. ومع ذلك، ادى موت فيغوتسكي المفاجئ، عن توقف العمل في «منطقة النمو القريبة»، وبقي العمل غير مكتمل في الغالب.

## التعريف
وُسِّع تعريف منطقة التطوّر القريب، وعُدّل منذ وضع التصوّر الأصليّ له من قبل فيغوتسكي. تحدث منطقة التطوّر القريب –التي تعتبر مجالًا للتعلم- عندما تُقدّم المساعدة لشخص ما من قبل معلّم، أو قرين يمتلك مستوى مهارة أعلى منه. لا يستطيع الشخص الذي يتعلم مجموعة المهارات أن يكمل العمليّة دون تلقّيه لمساعدة من معلّم أو قرين. يساعد المعلمّ الطالبَ بعد ذلك في اكتساب المهارات التي يسعى الطالبُ لإتقانها، إلى أن يتحقق هذا الهدف وتنعدم الحاجة إلى المعلّم في إتمام هذه المهمّة.
تنضج أيّة وظيفة داخل منطقة التطوّر القريب ضمن سياقٍ داخليٍّ معيّن لا يشمل المستوى الفعليّ للمهمّة فحسب، وإنما يشمل أيضًا مدى تأثر الطفل بأنواع المساعدة المختلفة، وبالتسلسل الذي يتمّ فيه تقديم هذه المساعدات، وبالمرونة أو الصلابة في الصور النمطيّة المشكّلة مسبقًا، ومدى استعداد الطفل للتعاون، إضافة إلى العديد من العوامل الأخرى. من الممكن لهذه الحالة أن تؤثّر على تشخيص المستوى المحتمل لتطوير الوظيفة.
صرّح فيغوتسكي بأنّه لا يمكننا النظر فقط إلى ما يمكن للطلاب القيام به من تلقاء أنفسهم، بل علينا النظر إلى الأمور التي يتمكّنون من القيام بها في البيئة الاجتماعيّة. يكون الطلاب في الكثير من الحالات قادرين على إكمال مهمّة ما مع المجموعة قبل أن يتمكّنوا من إكمال نفس المهمّة بأنفسهم. وقد لاحظ فيغوتسكي أيضًا أنّ وظيفة المعلم هي تحريك عقل الطفل خطوة بخطوة نحو الأمام (فلا يمكن للمعلّمين تدريس المعادلات الكيميائيّة المعقّدة لطلّاب الصف الأوّل الابتدائي)، وبنفس الوقت، لا يمكن للمدرّسين تعليم جميع الأطفال بنفس المستوى، ويجب عليهم تحديد الطلاب المستعدّين لنوع معيّن من الدروس. من الممكن لنا أن نأخذ برنامج القراءة السريعة المستخدم عادةً في المدارس كمثالٍ على ذلك، إذ يتمُّ في هذه البرامج تقييم الطلاب وتحديد مستواهم في القراءة وفرزهم في مجموعاتٍ بالاعتماد على مستوياتهم المتنوّعة. تُعتبر قراءة الكتب المصنّفة في مستوى أقل من مستوى الطلاب أمراً سهلًا بالنّسبة لهم، بينما تتحدّى الكتب ذات المستويات الأعلى قدرات الطالب. لا يسمح للطلّاب في بعض الأحيان حتى بمراجعة الكتب الموجودةِ في مكتبة المدرسة التي لم تصنّف لمستواهم. تحدّث فيغوتسكي عن إحدى مواطن الضعف في الاختبارات القياسية، ألا وهي قياس ما يمكن للطالب حلّه بنفسه، وليس في إطارٍ جماعيّ، إذ يتمّ في الحالة الثانية تشجيع عقل الطفل على التفكير من قبل الطلاب الآخرين.
من الممكن في حالة تعلّم اللغة الثانية أن تكون منطقة النمو القريبة مساعدةً بالنسبة للعديد من المتعلّمين البالغين. حفّز المفهوم الآنف الذكر إضافةً إلى النتيجة التي مفادها بأنّ الأقران البالغين لا يحتاجون بالضرورة لأن يكونوا أكثر قدرة على تقديم المساعدة في منطقة النمو القريبة، عُدّل تعريف المنطقة الذي وضعه فيغوتسكي ليتناسب بشكلٍ أفضل مع السياق الإنمائيّ للبالغين L2.

## السقالة
يُستخدم مفهوم منطقة النمو القريبة بشكل واسع لدراسة النموّ العقليّ للأطفال من حيث صلته بالإطارٍ التعليمي. يُنظر إلى مفهوم منطقة النمو القريبة على أنّه سقالة وهيكل من النقاط الداعمة لتأدية عمل ما. وهو ما يُشير إلى المساعدة أو التّوجيه الذي يتلقّاه الفرد من شخص بالغ أو من قرين ذي كفاءة أكبر، للسماح للطفل بالعمل داخل منطقة النمو القريبة. بالرغم من أنّ فيغوتسكي لم يذكر مصطلح (السقالة) نهائيّاً، فأوّل من وضع هذا المصطلح هم جيروم برونر مع ديفيد وود وجيل روس، بينما طُبّق مفهوم منطقة النمو القريبة من قبل فيغوتسكي في سياقاتٍ تعليميّةٍ مختلفة. يعتبر كلّ من واس وغولدينغ أنّ إعطاء الطلّاب أصعب المهام التي يمكنهم القيام بها بمساعدة السقالات يؤدّي إلى حصولهم على مكاسبَ أكبر في التعلم.
استخدام السقالات هي عمليّة يقوم من خلالها المعلّم أو النظيرِ الأكثرِ كفاءةً بمساعدة الطالب في منطقة النمو القريبة عند الضرورة، ويتراجع عن تقديم هذا النوع من المساعدة عندما يصبح الأمر غير ضروري –تمامًا كما يقوم عمال البناء بإزالة السقالة من المبنى بعد انتهاء عملية البناء- «السقالة هي الطريقة التي يوجّه بها الشخص البالغ عملية تعليم الطفل من خلال الأسئلة المركّزة، والتفاعلات الإيجابيّة.» طوّرت هذا المفهوم كلٌ من مرسيدس تشافيس جايمي، وآن براون وغيرهن، وقد طُوّرت أيضًا العديد من البرامج التعليمية بناءً على هذا التفسير لمنطقة النمو القريبة، بما في ذلك التدريس التبادليّ والتّقييم الديناميكيّ. يتوجب على المرء، بهدف زيادة فعاليّة السقالة، أن يبدأ من المستوى المعرفي للطفل ويكمل عمليّة البناء منه.
يعتبر تعلّم الطفل على الكلام أحد أهم الأمثلة على استخدام منطقة النمو القريبة من قبل الأطفال، إذ يؤثّر تطوّر خطاب الأطفال على طريقة تفكيرهم، وهو ما يؤثّر بدوره على طريقتهم في الحديث. تفتح هذه العمليّة المزيد من الأبواب على الأطفال لتوسيع قاموس مفرداتهم، ويتلقّون –في الوقت الذي يتعلّمون فيه كيفيّة نقل أفكارهم إلى الآخرين بطريقة أكثر فعاليّة- ملاحظاتٍ أكثر تعقيدًا، وبالتالي يزيدون من مفرداتهم ومن مهاراتهم في الحديث. يقدّم ويلز الرقص كمثالٍ على هذه الحالة: فعندما يتعلّم شخص ما كيفيّة الرقص، فإنّه ينظر إلى الآخرين المتواجدين حوله في قاعة الرقص ويحاول تقليد حركاتهم، لا يأخذ الشخص -بشكل عام- حركات الرقص وينسخها بشكلٍ مطابق تمامًا، وإنما يختار الحركات التي يستطيع أن يؤدّيها ويضيفَ عليها بعضًا من حركاته الخاصّة.
يًستخدم النمو القريب في الرياضيات في التدريبات الرياضيّة التي تحوي على أمثلةٍ أنموذجيّة محلولة، ويتم في المدرسة الثانويّة توفير بعض السقالات للطلاب، وتقلّ هذه السقالات إلى أدنى المستويات في مرحلة التّعليم الجامعيّ، إذ يتوجّب على الطلاب في نهاية المطاف أن يجدوا مصادرَ مكتبيّة تدعمهم في عملهم، أو معلّمًا خاصًا يساعدهم في إيجاد الحلول عند مواجهتهم لتحدياتٍ تقع خارج منطقة النمو القريبة. 